# 178
| [ Edytuj tabelę ] |                           |
| Cesarz Chin       | - 168 Han Lingdi 189      |
| Władca Korei      | - 165 Sindae 179          |
| Papież            | - 175 Eleuteriusz 189     |
| Król Partów       | - 147 Wologazes IV 191    |
| Cesarz Rzymu      | - 161 Marek Aureliusz 180 |

Rok 178 / CLXXVIII
stulecia: I wiek ~
II wiek ~
III wiek

lata: 168 «
173 «
174 «
175 «
176 «
177 «
178
» 179
» 180
» 181
» 182
» 183
» 188

## Wydarzenia
Cesarstwo rzymskie
- Filozof Kelsos napisał tekst Prawdziwe słowo, w którym krytykował religię chrześcijańską.
- Kryspina została żoną Kommodusa.

## Urodzili się
- Balbin, cesarz rzymski (zm. 238).

## Zmarli
- Song, chińska cesarzowa.